# Germans de les Escoles Cristianes de La Salle
|  | La Salle redirigeix aquí. Per a altres significats, vegeu l'article La Salle (desambiguació) |

Els Germans de les Escoles Cristianes, popularment coneguts com a Germans de La Salle o, al Principat, com La Salle (en llatí Institutum Fratrum Scholarum Christianarum) formen un institut religiós masculí de dret pontifici, una congregació laica. Els seus membres posposen al seu nom les sigles F.S.C. La congregació va ésser fundada el 1682 a Reims per Joan Baptista de La Salle per donar educació primària i professional als nens.

## Història
Joan Baptista de La Salle, canonge a la Catedral de Reims, va començar a treballar amb el laic Adrien Nyel el 1679, amb l'objectiu de crear unes escoles populars per als fills dels obrers, artesans i classes pobres de la societat. Hi haurien d'aprendre a escriure i llegir francès (en cap cas llatí, com era habitual en altres escoles religioses) i fer comptes. D'aquesta manera s'afavoria l'aprenentatge útil i la millora de les condicions dels obrers. A banda, l'educació també conduiria a formar els ciutadans com a millors cristians.
Cap al 1683 La Salle va decidir de deixar el seu càrrec de canonge per dedicar-se completament a la fundació de les escoles. Va reunir un grup de mestres, que va formar i organitzar, i amb els quals va formar una comunitat. Va voler que els membres de la comunitat no fossin sacerdots: va ésser la primera comunitat religiosa catòlica que no preveia la incorporació de clergues i que, al contrari, establia que els membres fossin llecs.
El mètode pedagògic pretenia treure el millor de cada estudiant, fent-lo aprofondir en la seva personalitat i evitant els càstigs corporals, llavors freqüents. Igualment, era revolucionària la gran consideració que mereixia l'estudiant: els professors, que eren com germans entre si, havien d'actuar com a "germans grans" dels nens.
L'institut va ésser aprovat pel papa Benet XIII el 26 de gener de 1725. S'havia difós per França, on bona part de la instrucció primària, sobretot al medi rural, era oferta per membres de la congregació. Gabriel Drolin va obrir una escola de l'orde a Roma. La Revolució francesa va fer que moltes escoles tanquessin i molts germans lasalians morissin. El 1805, Napoleó I va restablir l'institut, que va tornar a créixer. De 160 germans a França i Itàlia el 1810, va passar a 14.631 a 35 països cap al 1900.
El segon gran sotrac de l'institut fou el 1904, amb les lleis de secularització franceses que van fer tancar les escoles catòliques. Els professors que no van passar a escoles públiques laiques se'n van anar cap a altres països, on van fer créixer la congregació: Argentina, Equador, Egipte, Brasil, Panamà, Mèxic, Àfrica del nord i Austràlia.

## Activitat actual
Avui, és una corporació educativa de caràcter cristià dedicada a l'educació a tots els nivells, des de les llars d'infants fins a la universitat. Destaca especialment en l'educació primària i professional. Al final de 2005 hi havia 5.598 germans lassal·lians en 870 cases.

## Innovacions
L'obra de Joan Baptista de La Salle va aportar un seguit d'innovacions que van revolucionar els mètodes d'ensenyament i van influir decisivament en l'evolució de l'educació infantil i juvenil. Així, els diferents tipus d'escola plantejats:
- Escoles primàries: gratuïtes, organitzades per classes diferents, adaptades al nivell dels alumnes. Joan Baptista de La Salle recomava que s'hi ensenyés la lectura en llengua materna, no en llatí com es feia fins llavors. El professor s'ocupava individualment de cada alumne de la classe.
- Escoles normals o seminaris de mestres: per a la formació dels formadors. La Salle creia que era fonamental la formació dels mestres, tant en espiritualitat cristiana com en mètodes pedagògics.
- Escoles dominicals: reciclatge i formació dels joves aprenents, que treballaven durant la setmana.
- Escoles de formació professional: per a ensenyar oficis als fills de burgesos comerciants, on poguessin desenvolupar el sentit pràctic. Els estudiants treballaven en pràctiques amb contractes.
- Internats: per a la reeducació de nois difícils i joves delinqüents.

### Mètodes pedagògics
Algunes de les idees introduïdes pels lasalians van ésser pioneres, com:
- Coneixement del nen: el mestre ha de conèixer el mitjà social i familiar de cada estudiant.
- Un cop al mes, si el nen ha assolit el nivell necessari, pot canviar de classe (fins llavors, tots els estudiants d'una escola compartien una mateixa classe, fos quin fos el nivell de cadascú).
- L'actitud educativa s'ha d'adaptar al caràcter del nen. Així, per exemple, quan el nen comença, s'evita corregir-lo massa perquè no es desanimi i no vulgui anar, incentivant-lo. Cal conèixer el tarannà, les habilitats i mancances del nen.
- L'estudiant ha de participar en el seu ensenyament. El mestre li ha de demanar un esforç personal, fer-li preguntes, fer-li fer treballs pràctics, etc. El mestre no s'ha de limitar a fer lliçons magistrals.
- L'estudiant ha de participar en la vida de l'escola, fent serveis per a la comunitat. Així, els estudiants tenien "càrrecs" a l'escola, com els de claver (que obria i tancava les portes), almoiner (que recollia el pa i la fruita que sobrava per donar-la als que no en tenien), el que avisava del final de les classes, els que "dirigien" cada banc de la classe, els que visitaven els alumnes malalts a casa seva, etc.

Alguns principis pedagògics continuen essent vàlids, com el caràcter global de l'educació, alhora cristiana, intel·lectual, pràctica i moral, o la importància de les bases de l'ensenyament, que són la lectura, l'escriptura, el càlcul, la memorització, etc.

## Distribució de la congregació
Els Germans de La Salle tenen filials a tots els continents, en 82 estats, amb més de 800 escoles i 73 centres universitaris. Entre ells:
- Amèrica: Canadà, Estats Units, Aruba, Costa Rica, Cuba, Guatemala, Haití, Hondures, Mèxic, Nicaragua, Panamà, Puerto Rico, República Dominicana, Argentina, Bolívia, Brasil, Xile, Colòmbia, Equador, Paraguai, Perú i Veneçuela.
- Àfrica: Benín, Burkina Faso, Camerun, Costa d'Ivori, Djibouti, Egipte, Eritrea, Etiòpia, Guinea Equatorial, Kenya, La Reunió, Madagascar, Moçambic, Níger, Nigèria, Ruanda, Congo, Sud-àfrica, Txad, Togo, Guinea, Mali i Illa Maurici.
- Europa: Alemanya, Àustria, Bèlgica, Espanya, França, Gran Bretanya, Grècia, Països Baixos, Irlanda, Itàlia, Luxemburg, Malta, Polònia, Portugal, Romania, Eslovàquia, Suïssa i Hongria.
- Oceania: Austràlia, Nova Zelanda i Papua Nova Guinea.
- Àsia:Xina, Índia, Israel, Japó, Jordània, Líban, Malàisia, Myanmar, Pakistan, Filipines, Sri Lanka, Singapur, Tailàndia, Turquia, Vietnam i Palestina.

### Centres a Catalunya

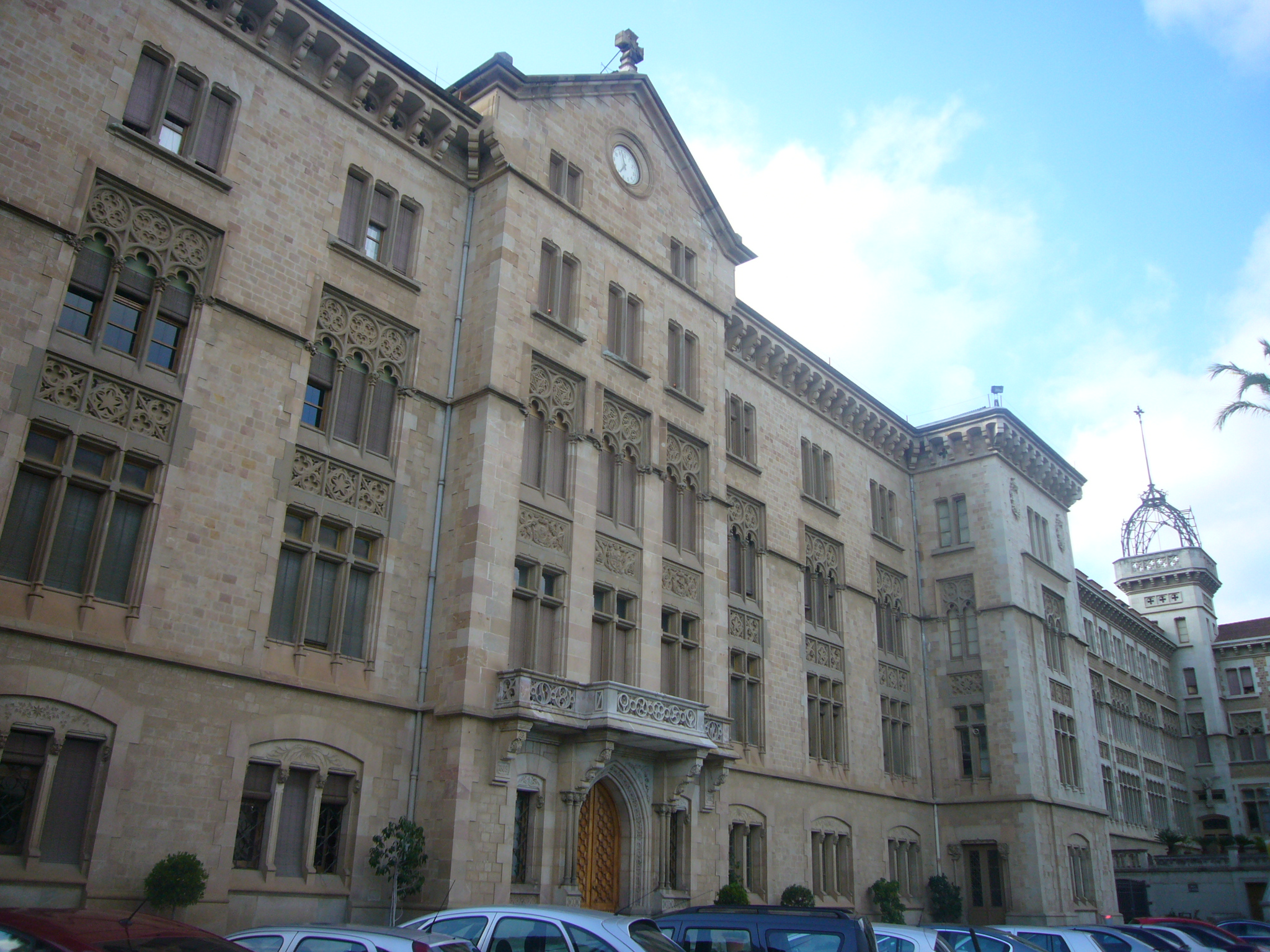
Edifici de La Salle Bonanova, a Barcelona

A Catalunya hi ha 25 centres educatius:
- Barcelona ciutat
  - La Salle Barceloneta
  - La Salle Bonanova
  - La Salle Comtal
  - La Salle Congrés
  - La Salle Gràcia
  - La Salle Horta
  - La Salle Campus Barcelona
- Província de Barcelona
  - La Salle Berga, fundat l'any 1909 a Berga per l'industrial berguedà Lluís Rosal.
  - La Salle Manlleu
  - La Salle Manresa
  - La Salle Premià de Mar, fundat l'any 1908 a Premià de Mar
  - La Salle Sant Celoni, fundat l'any 1911 a Sant Celoni
  - La Salle Montcada i Reixac
- Província de Girona
  - La Salle Cassà de la Selva
  - La Salle Figueres
  - La Salle Girona
  - La Salle Palamós
  - La Salle Santa Coloma de Farners, fundat l'any 1904 a Santa Coloma de Farners
- Província de Lleida
  - La Salle la Seu d'Urgell
  - La Salle Mollerussa
- Província de Tarragona
  - Fundació Cardenal Vidal i Barraquer - La Salle Cambrils
  - La Salle Reus
  - La Salle Tarragona
  - La Salle Torreforta
  - La Salle Tic-Tac (Tarragona ciutat). A partir del curs 2016-17.

### Andorra
- Universitat Oberta La Salle